# Dammgrube

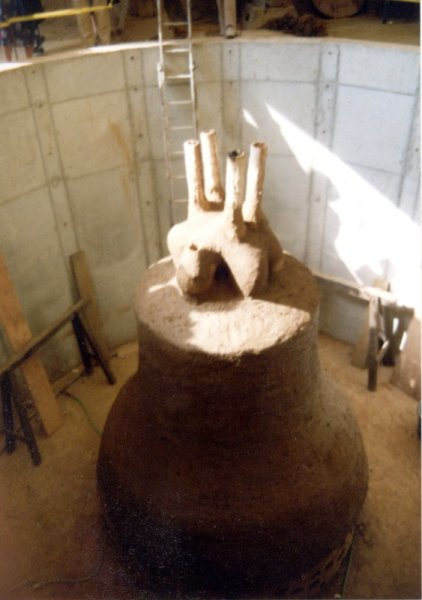
Fertige Glockenform vor dem Eingraben

Als Dammgrube wird die Arbeitsgrube im Boden einer Gießerei zur Herstellung großer Gussstücke (Glocken usw.) bezeichnet.
Da bei größeren Gussformen beim Eingießen des Metalls die Gefahr des Zerspringens der Form besteht, wird diese in eine Dammgrube gestellt und mit Erde oder Sand verdämmt. Durch diese Umhüllung mit Erde bzw. Sand kühlt das gegossene Metall zudem langsamer und gleichmäßiger ab, was der Bildung von Rissen vorbeugt.
Die Wände von Dammgruben in Gießereien sind meist durch Mauerwerk oder Beton befestigt, zum Herausheben der Gussstücke sind meist auch entsprechende Krananlagen vorhanden. 

## Literarisches
Friedrich Schillers Gedicht Das Lied von der Glocke beginnt mit den Worten „Fest gemauert in der Erden“ und bezieht sich dabei auf die Dammgrube.